# Florin Nanu
Florin Nanu (n. 9 august 1983, Lugoj, Timiș, România) este un fotbalist român care joacă pentru Ripensia Timișoara.

## Carieră
Nanu și-a făcut debutul în Liga I pe 19 iulie 2013, pentru ACS Poli Timișoara, învingând 2-0 rivalii de la Dinamo București.

## Legături externe
- Profil Oficial ACS Poli Arhivat în 6 august 2013, la Wayback Machine.